# 维克托·桑切斯·德尔·阿莫
维克托·桑切斯，全名维克托·桑切斯·德尔·阿莫（Víctor Sánchez del Amo，1976年2月23日—） ，通常也简称为维克托（Víctor），是一名退役的前西班牙足球运动员，前西班牙国脚。

## 职业生涯

### 皇家马德里
维克托1976年2月23日生于西班牙首都马德里。他于孩提时代加入皇家马德里队的青训系统，并由此成长为职业球员。
1995-1996赛季西甲最后一轮，维克托第一次代表皇马出场，是役他的球队客场1:0战胜了皇家萨拉戈萨。

### 桑坦德竞技
维克托在母队的起步不错，但在巨星云集的皇家马德里，他始终没能找到自己的位置。与许多从皇家马德里走出的青年才俊一样，他最终只能选择离开。1998年夏，维克托离开马德里，来到西班牙北部的桑坦德，加盟了桑坦德竞技队。 在桑坦德的一个赛季，维克托在35场联赛里奉献12个进球，以自己的表现赢得了当时雄心壮志的西甲劲旅拉科鲁尼亚的关注。

### 拉科鲁尼亚
在桑坦德仅仅一年时间，维克托再次转会，加盟拉科鲁尼亚，由此也展开了自己职业生涯的巅峰期。来到拉科的第一个赛季，身为右边锋的维克托便立刻以主力球员身份，同球队一起赢得了俱乐部历史上第一座西甲冠军奖杯。随后，又相继赢得了西班牙国王杯和西班牙超级杯，同时球队在欧洲顶级赛事欧洲冠军杯的比赛上，也有出色发挥。球队连续五次参赛，并且在2003-2004赛季完成逆转击败AC米兰打入半决赛，最终一球惜败于最终夺得当年冠军的葡萄牙球队波尔图。在拉科的出色表现，也使得维克托获得为国出战的机会，他在2000-2004年间为西班牙现役国脚，共有8次出场记录。
值得一提的是在2003-2004赛季的联赛中，维克托还在西甲联赛中完成了他在拉科时期唯一一个帽子戏法， 帮助球队在一场加利西亚德比大战中击败了塞尔塔。
2005-2006赛季，拉科鲁尼亚仅列西甲第八，维克托也因新近受伤，未能得到一份新合同。

### 职业末期
在留下210次联赛出场，打进30球的记录后，2006年夏，维克托离开球队，加盟希腊联赛球队帕纳辛奈科斯，——甚至在希腊的一年，他只能在联赛里获得12次出场机会，没有进球。

### 教练生涯
2008年夏，维克托正式退役。2010年，维克托得到了他作为教练员身份的第一份工作，在出任助理教练，辅佐米歇尔。
2015年4月10日，维克托接替被解雇的，正式成为拉科鲁尼亚队主教练。

## 荣誉

### 俱乐部
皇家马德里
- 欧洲冠军杯: 1997–98
- 西班牙足球甲级联赛: 1996–97
- 西班牙超级杯: 1997（英语：1997 Supercopa de España）

拉科鲁尼亚
- 西班牙足球甲级联赛: 1999–2000
- 西班牙国王杯: 2001–02（英语：2001–02 Copa del Rey）
- 西班牙超级杯: 2000（英语：2000 Supercopa de España）, 2002（英语：2002 Supercopa de España）

### 国家队
西班牙U21
- 欧洲U21青年锦标赛: 1998（英语：1998 UEFA European Under-21 Championship）